# Taken (film)
Taken (Teroare în Paris) este un film thriller de acțiune francez din 2008, în limba engleză, regizat de Pierre Morel, după scenariul lui Luc Besson și Robert Mark Kamen, avându-i în distribuție pe Liam Neeson, Maggie Grace, Leland Orser, Jon Gries, David Warshofsky, Holly Valance, Katie Cassidy, Xander Berkeley, Olivier Rabourdin, Gérard Watkins și Famke Janssen. Acesta este primul film din seria de filme Taken.
În film Liam Neeson joacă în rolul unui fost agent CIA, pe nume Bryan Mills, care încearcă să-și recupereze fiica după ce ea a fost răpită de către traficanții de ființe umane pentru sclavie sexuală în timp ce ea călătorea în Franța.
Numeroase publicații media au afirmat că filmul este punctul de turnură în cariera lui Neeson, redefinindu-l și transformându-l într-un star de filme de acțiune.

## Distribuție
- Liam Neeson în rolul lui Bryan Mills
- Maggie Grace în rolul lui Kim Mills
- Famke Janssen în rolul lui Lenore "Lennie" Mills
- Leland Orser în rolul lui Sam
- Jon Gries în rolul lui Casey
- David Warshofsky în rolul lui Bernie
- Holly Valance în rolul lui Sheerah
- Katie Cassidy în rolul lui Amanda
- Xander Berkeley în rolul lui Stuart
- Oliver Rabourdin în rolul lui Jean-Claude Pitrel
- Gérard Watkins în rolul lui Patrice Saint-Clair
- Arben Bajraktaraj în rolul lui Marko
- Camille Japy în rolul lui Isabelle
- Nicolas Giraud în rolul lui Peter
- Nabil Massad în rolul lui Raman the sheikh
- Anca Radici în rolul lui Ingrid

## Producție
Filmul a fost produs de studioul EuropaCorp a lui Luc Besson.

## Sequel
În noiembrie 2010, Fox a anunțat oficial că Europacorp va produce un sequel regizat de Olivier Megaton. Filmul a fost apoi lansat în Franța pe 3 octombrie 2012, cu Neeson, Janssen, și Grace reluându-și rolurile din primul film.